# Лапідус Михайло Анатолійович
Михайло Анатолійович Лапідус (нар. 22 січня 1962, Артемівськ) — радянський та український футболіст, що грав на позиції півзахисника та нападника. Відомий насамперед виступами за донецький «Шахтар» у вищій лізі чемпіонату СРСР.

## Клубна кар'єра
Михайло Лапідус народився в Артемівську, та є вихованцем місцевої ДЮСШ. У команді майстрів дебютував у 1980 році в складі команди другої ліги СРСР «Будівельник» з Череповця, в якій грав до кінця 1981 року. У 1982 році перейшов до складу команди вищої ліги «Шахтар» з Донецька, проте зіграв в основному складі лише 1 матч чемпіонату, і до 1984 року грав переважно за дублюючий склад донецької команди. У 1984 році перейшов до команди другої ліги «Шахтар» з Горлівки, де грав до початку 1988 року.
Вже після початку сезону 1988 року Михайло Лапідус стає гравцем команди першої ліги «Таврія» з Сімферополя, в якій грав до кінця 1988 року. У 1989 році Лапідус грав у складі команди другої ліги «Нарт» з Черкеська. На початку 1990 року футболіст грав у складі аматорської команди «Шахтар» зі Сніжного.
У середині 1990 року Михайло Лапідус стає гравцем команди другої нижчої ліги «Поділля» з Хмельницького. У цій команді футболіст виступав у двох сезонах другої ліги СРСР, а пізніше протягом трьох повних сезонів у першій лізі України. У складі хмельницької команди Лапідус зіграв 149 матчів у чемпіонатах СРСР та України, ще 2 матчі зіграв у Кубку України. На початку сезону 1994—1995 років Михайло Лапідус перейшов до команди другої української ліги «Явір» з Краснопілля, у складі якого став переможцем другої ліги. У наступному сезоні Михайло Лапідус грав у складі команди першої ліги «Поліграфтехніка» з Олександрії, який зайняв четверте місце в першості. Сезон 1996—1997 років Лапідус розпочав у команді першої ліги «Хімік» з Житомира, проте весняну частину першості провів у аматорській команді «Адвіс-Хутровик», після закінчення сезону завершив виступи на футбольних полях.